# HAM (groupe)
Pour les articles homonymes, voir Ham.
HAM est un groupe islandais de rock alternatif. Actif entre 1988 et 1994, il se réunit à nouveau pour deux concerts en 2001 et le 15 novembre 2008 au concert Afram með síví à Laugardalshöll, mais est actif depuis l'album Svik, Harmur og Dauði, sorti en 2011.
Le groupe était associé à Smekkleysuhópinn et était bien connu sur la scène musicale underground islandaise, mais attire l'attention du grand public avec son dernier album en date. Le groupe est un pionnier du rock plus lourd en Islande, et parmi les personnes qui ont joué avec, on peut citer le Dr Gunni, qui a joué de la guitare avec eux pendant quelques mois au début de leur carrière, et Björk Guðmundsdóttir, qui a joué de l'orgue à tuyaux avec eux autour du tournage de Sodom Reykjavík. Elle a également enregistré quelques chansons avec eux en relation avec ce film. Le groupe n'a toujours pas atteint une popularité généralisée en Islande au cours de son travail, mais a ensuite reçu une reconnaissance générale en tant que groupe important dans l'histoire du rock islandais.

## Histoire
HAM a commencé à répéter avant la fin de l'année 1987. Le groupe joue son premier concert le 10 mars 1988 au club Tunglinu. Le premier disque du groupe était le court album Hold. Le groupe était alors composé de Sigurjón Kjartansson, Óttarri Proppé, Birn S. Blöndal et le premier batteur, Ævar Ísberg. L'album reçoit presque aucune diffusion à la radio et a été très controversé. Un clip est réalisé pour la chanson Trúboðssleikjari, mais Sjönvarpið en brûle la seule copie disponible car la séquence n'était pas considérée comme appropriée.
L'expansion, ou la tentative d'expansion, du groupe commence lorsqu'il ouvre pour Sukurmolana lors de cinq concerts en 1988 en Allemagne. L'année suivante, le groupe sort l'album Buffalo Virgin, qui est publié par le label One Little Indian. Puis Hallur Ingólfsson avait pris la relève en tant que batteur du groupe et avait joué avec eux l'année suivante, période au cours de laquelle ils avaient sorti la chanson Animalia, entre autres. Ils jouent ensuite des concerts à New York. L'album Pleasing the Pirahna est enregistré en 1990, mais il n'est jamais sorti. L'autre album inédit de Ham est l'album Pimpmobile selon Óttar Proppé dans le programme de quiz musical Popppunkti en 2004.
En 1991 et 1992, le groupe participe à la production du film Sodoma Reykjavík, où Sigurjón a également composé la plupart de la musique du film. Ce n'est pas le moindre film qui a maintenu la réputation du groupe dans l'air depuis son arrêt. Saga rokksins 1988-1993 est publié en 1993 et le 4 juin 1994, le groupe donne son dernier concert au club Tunglinu de Reykjavik, ce concert est enregistré puis publié sur l'album Lengi lifi. En 1995, des enregistrements studio inédits du groupe sont sortis sur l'album Dauður hestur.
HAM reste ensuite inactif jusqu'en 2001, date à laquelle le groupe décide de se réunir à nouveau le groupe, après une rumeur selon laquelle ils joueraient avec Rammstein pendant leur venue en Islande. Ils jouent à la discothèque Gauki á Stöng le 14 juin puis pour la toute dernière fois (selon ses propres mots) le 15 juin devant 5 500 personnes à Laugardalshöll juste pour se réchauffer pour Rammstein. Le concert à Gaukn sort ensuite sur l'album live Skert flog. Ham est annoncé pour le festival Reykjavík Rokkar à l'été 2006 avec The Darkness et Motörhead, mais ce festival de musique est annulé en raison de ventes de billets insuffisantes. Plutôt, peu de temps après, ils annoncent un concert à la discothèque NASA de Reykjavik, le 29 juin. Il y avait une maison pleine et l'équipe de Ham a pris du vieux matériel mélangé avec du neuf. Ils jouent également au festival de musique folk, Aldrei far ök suður, à Ísafjörður en 2007. HAM se réunit de nouveau cette fois pour jouer à l'Iceland Airwaves en 2010 et 2011. Ils ont également joué à un festival de rock à Harp, au week-end d'ouverture du music-hall et plus tard au festival Secret Solstice, et à Eistnaflug à plusieurs reprises.
En 2011, HAM sort Svik, harmur og dauði, 22 ans après la formation du groupe. En 2017, l'album Söngvar Um Helvíti Mannana sort. Les chansons Vestur-Berlín et Þú lýgur sont d'abord diffusées à la radio. En 2020, le court album Chromo Sapiens sort, qui accompagne une exposition d'art du même nom de l'artiste Hrafnhildi Arnardóttir.

## Discographie
- 1988 : Hold
- 1989 : Buffalo Virgin
- 1993 : Saga rokksins 1988-1993
- 1994 : Lengi lifi
- 1995 : Dauður hestur
- 2001 : CBGB‘s 7. ágúst 1993
- 2001 : Skert flog
- 2011 : Svik, harmur og dauði
- 2017 : Söngvar um Helvíti Mannanna